# Leptaleus testaceonotatus
Leptaleus testaceonotatus is een keversoort uit de familie snoerhalskevers (Anthicidae). De wetenschappelijke naam van de soort is voor het eerst geldig gepubliceerd in 1922 door Pic.